# Toto IV
Toto IV je trikrat platinasti četrti studijski album ameriške rock skupine Toto, ki je izšel 8. aprila 1982 pri založbi Columbia Records.
Prvi albumov single »Rosanna« je pet tednov držal na 2. mesto na ameriški lestvici Billboard Hot 100, tretji single »Africa« pa se je uvrstil na prvo mesto. Obe skladbi sta bili uspešnici tudi v Združenem kraljestvu, kjer sta dosegli 12. in 3. mesto lestvice. Četrti single »I Won't Hold You Back« se je uvrstil na 20. mesto ameriške lestvice Billboard Hot 100 in med prvih 40 na britanski lestvici.
Toto IV je leta 1983 prejel šest Grammyjev, med drugim Grammyja za album leta, Grammyja za producenta leta in Grammyja za posnetek leta (Rosanna). Album se je kmalu po izdaji uvrstil na 4. mesto ameriške lestvice Billboard 200. Prav tako se je album uvrstil med prvih deset na lestvicah v nekaterih drugih državah, vključno z: Italijo, Kanado, Avstralijo, Japonsko, Novo Zelandijo, Nizozemsko, Norveško in Veliko Britanijo.
Toto IV je bil zadnji album skupine Toto, ki je bil posnet v originalni zasedbi. David Hungate, ki se je med snemanjem albuma preselil v Nashville, je zapustil skupino, da bi lahko več časa preživel z družino. Bobbyja Kimballa so zaradi težav z drogami iz skupine odpustili.
Po izdaji albuma skupina ni odšla na promocijsko turnejo, ampak je pomagala pri snemanju Jacksonovega albuma Thriller.

## Seznam skladb
| Stran 1 | Stran 1                 | Stran 1                 | Stran 1 |
| Št.     | Naslov                  | Pisec                   | Dolžina |
| ------- | ----------------------- | ----------------------- | ------- |
| 1.      | „Rosanna‟               | David Paich             | 5:31    |
| 2.      | „Make Believe‟          | Paich                   | 3:43    |
| 3.      | „I Won't Hold You Back‟ | Steve Lukather          | 4:53    |
| 4.      | „Good for You‟          | Lukather, Bobby Kimball | 3:17    |
| 5.      | „It's a Feeling‟        | Steve Porcaro           | 3:05    |

| Stran 2         | Stran 2                 | Stran 2                       | Stran 2 |
| Št.             | Naslov                  | Pisec                         | Dolžina |
| --------------- | ----------------------- | ----------------------------- | ------- |
| 6.              | „Afraid of Love‟        | Lukather, Paich, Jeff Porcaro | 3:52    |
| 7.              | „Lovers in the Night‟   | Paich                         | 4:25    |
| 8.              | „We Made It‟            | Paich, J. Porcaro             | 3:56    |
| 9.              | „Waiting for Your Love‟ | Kimball, Paich                | 4:12    |
| 10.             | „Africa‟                | Paich, J. Porcaro             | 4:55    |
| Skupna dolžina: | Skupna dolžina:         | Skupna dolžina:               | 41:59   |

## Zasedba

### Toto
- Bobby Kimball – solo vokal, spremljevalni vokal
- Steve Lukather – kitare, solo vokal, spremljevalni vokal, klavir pri »Good for You«
- David Paich – klaviature, solo vokal, spremljevalni vokal, aranžmaji
- Steve Porcaro – klaviature, solo vokal
- David Hungate – bas kitara
- Jeff Porcaro – bobni, tolkala

### Dodatni glasbeniki
- Lenny Castro – tolkala
- Joe Porcaro – tolkala
- Jim Horn – saksofon (1, 7), kljunasta flavta (10)
- James Newton Howard – dirigent, orkestrski aranžmaji, godala
- Roger Linn – sintetizator (4)
- Marty Paich – orkestrski aranžma (3)
- Tom Scott – saksofon (1, 7)
- Ralph Dyck – sintetizator (7)
- Martyn Ford – godala
- Gary Grant – trobenta (1)
- Jerry Hey – trobenta, aranžma (1)
- James Pankow – trombon (1)
- Tom Kelly – spremljevalni vokal (1, 2)
- Mike Porcaro – čelo (4)
- Timothy B. Schmit – spremljevalni vokal (3, 4, 10)
- Jon Smith – saksofon (2)